# نووایا میخایلوفکا
نووایا میخایلوفکا (انگلیسی: Novaya Mikhaylovka) یک شهرک در شهرستان سالاواتسکی استان باشقیرستان کشور روسیه است.